# Govert Bidloo
Govert Bidloo (Gothofredus Bidloo, Govard Bidloo, Godfrey Bidloo) (Amsterdão, 12 de março de 1649 – Leiden, 30 de março de 1713) foi um médico, anatomista, poeta e dramaturgo da Idade de Ouro da Holanda. Foi medico particular de Guilherme III de Orange-Nassau, chefe de estado holandês e rei da Inglaterra.
Bidloo foi também um poeta popular e prolífico, librettista de óperas, e autor dramático. Ele escreveu o libretto para a primeira ópera da história da Holanda, Ceres, Venus en Bacchus (1686) de Johannes Schenk (1660-1712). Uma coletânea de suas obras foi publicada em três volumes depois da sua morte.

## Vida
Filho de um boticário de Amsterdão, Bidloo estudou primeiro cirurgia e em 1670 tornou-se aluno do anatomista Frederik Ruysch (1638-1731). Mais tarde, estudou Medicina na Universidade de Franeker, onde se formou em 1682. Em 1688 ele se tornou professor de dissecação anatômica em Haia, e em 1690 foi nomeado diretor do serviço nacional de hospitais, cargo que ele manteve também na Inglaterra desde 1692. Em 1694 tornou-se Professor de Anatomia e de Medicina da Universidade de Leiden, função que ele exerceu até a sua morte em 1713, quando foi sucedido por Herman Boerhaave.
Em 1685 publicou um atlas de anatomia, Anatomia Hvmani Corporis (em neerlandês: Ontleding des menschelyken lichaams). O atlas continha ilustrações de 105 gravuras de Gérard de Lairesse(1640-1711), mostrando a figura humana tanto em atitudes vivas como a de cadáveres dissecados. O livro mais tarde seria plagiado pelo cirurgião inglês William Cowper para a sua Anatomia dos Corpos Humanos (1698), que não deu os devidos créditos nem a Bidloo nem a Lairesse. Isto causou uma série de desentendimentos entre Bidloo e Cowper, incluindo diversos panfletos publicados em cada uma das defesas do anatomista.
Guilherme III, chefe de estado neerlandês e da Inglaterra, pediu a Bidloo para ser seu médico particular em 1695. O rei morreria em seus braços no dia 8 de março de 1702.
Em 1696 foi eleito Membro da Sociedade Real de Londres.
Um dos alunos de Bidloo foi seu sobrinho Nicolaas Bidloo, que continuaria a ser médico particular do tzar da Rússia, Pedro, O Grande, e também fundador de uma escola médica em Moscou.